# Smeringopina bineti
Smeringopina bineti is een spinnensoort uit de familie trilspinnen (Pholcidae). De soort komt voor in Guinee.